# Исчезнувшие населённые пункты Амурской области
Исчезнувшие населённые пункты Амурский области — перечень прекративших существование населённых пунктов на территории Амурской области.
В силу разных причин они были покинуты жителями, или включены в состав других населённых пунктов.
Список ранжирован согласно действующему административно-территориальное делению Амурской области.

## Архаринский муниципальный округ(ранее Архаринский район)
Сёла: Дорожное, Плакун, Леконда, Треног, Дыды, Малые Дыды, Салокачи, Гонгор, Ивановский, Тармунд, Гужаевка, Атамановка, Гилево-Плюснинка, Шапуркино, Некрасовка, Новоалексеевка, Борзя Иннокентьевского сельсовета, Татакан Грибовского сельсовета
метеостанция Хара (в Решении ошибочно Харга)
железнодорожные разъезды Касаткин, Туннельный
железнодорожные казармы 8095 и 8096 км

## городской округБелогорск(ранееБелогорский район)
Сёла: Подгорное, Свиридовка, Березняки
железнодорожная станция Низина
железнодорожный разъезд 35 км.

## Благовещенский район
Сёла: Покровка.

## Бурейский район
Сёла: Зелёные горки (так в Решении, известно также как Зелёная Горка) и Малые Симичи, Исаковка, Новая Москва, Среднегейская (в постановлении ошибка в названии), Кудринка, Загорье, Нижний Иркун, Бушунга, Конный завод, Первомайское, Новотомское, Горки, Верхний Тюкан, Верхний Иркун, Киселёво, Куликовка и Кулустай,  Бахирево
село Пайкан (метеостанция)

## Завитинский район
Сёла: Поляна, Яносовка, Цветковка
Железнодорожная станция: Куприяновка

## Зейский район
Посёлки: Айзупенка, Пикан, Брянта, Калининский, Белая, Красноармейский, Усть-Деп, Инарогда, Михайловский, Ванга, Уган, Советский, Людмилинский, Малютка, Джескогон, Маган, Уркан, Дождливый, Пионер, Берёзовский, Благовещенский, Миллионный, Островной, Джаян, Кукушка, Утумук, Джигда, Покровское, Владимировский, Ноговицино, Ленский, Завершающий, Угольный, Межречье, Угагли, Усть-Унья, Унья, Арби, Дворцы, Комсомольский, Иннокентьевский, Петропавловский, Ниван, Большой Джелтулак, Горациевский, Журбан, Неупокоевский, Стрелка, Среднеостровной, Утёсный, Чёрная Речка, Рычково, Дальнереченский, Сианчик,
Сёла: Успеновка, Чалбачи-2, Дамбуки, Потехино, Филимошка, Ясная Поляна, Могот, Каменушка (перевоз), Кострома (ДЭУ), Малая Улунга (ДЭУ), Обка (ДЭУ), Гилюй (перевоз), Гальчима, Джуваскит, Инжан, Нововысокое, Новоямполь

## Ивановский район
Сёла: Богородская мельница, Высокое

## Магдагачинский (ранее Тыгдинский) район
Сёла: Тихеевка, Сосновка, Торой, Ермаково, Смирновка, Онон, Борячка, Горки, Ольгино (Амурская область), Бекетово.
Посёлки Ологно, Чаповский
Блокпосты: Малый, Крутой, Буяк, Одуново, Агорта, Унырь, Глухари, Минеральный
железнодорожный разъезд 25 км

## Мазановский район
Сёла: Граматуха, Лебедино, Гарь
Посёлки Уландочка, Дагмара (перевалочная база), Северный

## Михайловский район
Сёла: Вараксино, Вознесеновка, Слава

## Октябрьский район
Село Прохладное
железнодорожный блок-пост Спартак
железнодорожная станция Короли

## Ромненский район
Сёла: Новомихайловка, Северное Поле, Вишнёвка, Малый Кунгуль, Филипповка, Красногорка, Новоивановка, Белоруссовка, Ильич, Большой Кунгуль, Васильки

## Свободненский район
Сёла: Большой Ивер, Николаевка, Рождественка, Маховое, Спасовка, Нылга, Каменка
населенные пункты Ермоловка, Рожковка, пионерский лагерь

## Селемджинский район
Посёлки Иннокентьевка, Союзный
сёла Александровка, Верхнемайск.

## Серышевский район
сёла: Кацмазовка
железнодорожный блокпост Зейский
железнодорожный разъезд Зейские мосты

## Сковородинский район
Сёла: Монастырка, Воскресеновка, Сгибнево, Астафьевка, Орловка
Посёлки: Крестовка, Кирзавод, Дражный, Новый
железнодорожные разъезды Горелый, Мари, Пурикан, Поёмный, 34-й км и 35-й км
железнодорожные станции Малая Омутная, Улягир, Ковали, Ангарич, Джигтанда
железнодорожные блокпосты Глухарево, Хайласутай, Якутский, Промысловый, Уркан, Буринда

## Тамбовский район
Сёла: Татьяновка, Бугровое, Граждановка, Луговое и Целинное, Подувальное и Успеновка (Тамбовский район),

## Тындинский муниципальный округ(временно Тындинский район, ранее Джелтулакский район)
Сёла: Ракинда, Цыганка, Паромная переправа, село Тыган-Уркан (метеостанция)
Посёлки: Дорожный, Путак, Лесопункт, Кировский
железнодорожные разъезды Вельбеткан, Усколь Таас, Ханийский.

## Шимановский район
Сёла: Сталино, Сотниково, Толмачёво, Алексеевка, Верхняя Берея, Пузынино, Сосновка, 7-й подучасток, Степановка, Новая Урга, Чембуки, Кумара Беловеж, Новокумарка, Тагельцы, Усть-Ту и Усть-Тыгда
Блокпост Беловеж
Посёлки: Кольцово
Разъезд Пёра